# Zatypota stellata
Zatypota stellata är en stekelart som beskrevs av Ian D. Gauld 1984. Zatypota stellata ingår i släktet Zatypota och familjen brokparasitsteklar. Inga underarter finns listade i Catalogue of Life.